# Nicolaus Heinrich Lütgens
Nicolaus Heinrich Lütgens (* 5. Juni 1804 in Hamburg; † 22. April 1881 ebenda) war ein deutscher Kaufmann.

## Leben
Lütgens war Kaufmann in der Firma N. H. Lütgens, die in Hamburg unter der Adresse Rödingsmarkt 75 verzeichnet war.
Er gehörte von 1859 bis 1865 der Hamburgischen Bürgerschaft als Abgeordneter an.